# Bob Baetens

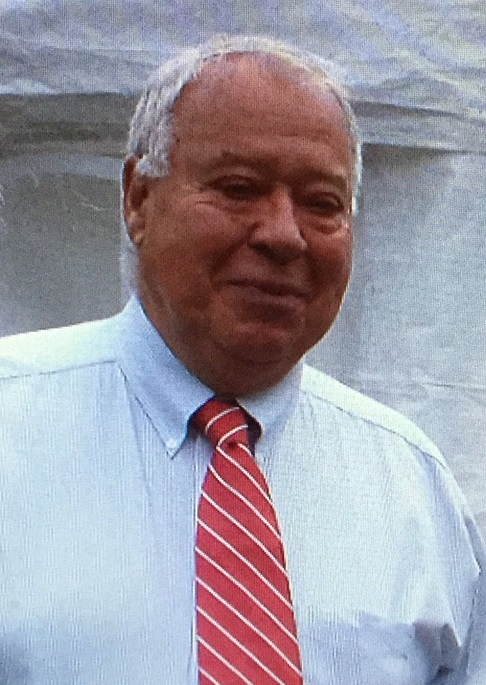
Bob Baetens

Robert Frédérik Louis „Bob“ Baetens (* 28. Oktober 1930 in Antwerpen; † 19. Oktober 2016) war ein belgischer Ruderer, der 1952 Olympiazweiter wurde und bei Europameisterschaften vier Medaillen gewann.

## Sportliche Karriere
Michel Knuysen und Bob Baetens von der Antwerpse Roeivereniging siegten bei den Europameisterschaften 1951 in Mâcon im Zweier ohne Steuermann vor den Booten aus Dänemark und der Schweiz.
Bei den Olympischen Spielen 1952 in Helsinki traten 16 Boote im Zweier an. Den ersten Vorlauf gewannen die Schweizer Kurt Schmid und Hans Kalt vor den Briten, den Belgiern sowie Charlie Logg und Thomas Price aus den Vereinigten Staaten. Die Belgier gewannen wie die Amerikaner ihren Lauf in beiden Hoffnungsrunden und erreichten das Finale, während Schweizer und Briten als Sieger der Halbfinalläufe in den Endlauf kamen. Im Finale gewannen Logg und Price mit fast drei Sekunden Vorsprung vor den Belgiern, neun Sekunden dahinter erhielten Schmid und Kalt die Bronzemedaille.
1953 siegte bei den Europameisterschaften in Kopenhagen Igor Buldakow und Wiktor Iwanow aus der Sowjetunion vor Knuysen und Baetens und den Dänen. Zwei Jahre später gewannen bei den Europameisterschaften in Gent erneut Buldakow und Iwanow vor Knuysen und Baetens. 1956 bei den Europameisterschaften in Bled siegten Buldakow und Iwanow vor den Österreichern Josef Kloimstein und Alfred Sageder, Knuysen und Baetens erhielten die Bronzemedaille.
Bei den Olympischen Spielen 1956 in Helsinki traten neun Boote im Zweier an. Die Belgier belegten im Vorlauf und im Hoffnungslauf jeweils den dritten Platz und erreichten damit als einziges Boot nicht das Halbfinale.